# 延信
延信（1673年—1728年），滿洲愛新覺羅氏。清太宗皇太極曾孫、肅武親王豪格之孫、溫良郡王猛瓘第三子。
康熙二十七年（1687年），延信初封三等奉國將軍。累官至都統。康熙五十七年（1718年），跟從撫遠大將軍貝子允禵率師討策妄阿喇布坦，駐守西寧。康熙五十九年（1720年），授職延信為平逆將軍，噶尔弼为定西将军，岳锺琪为先锋，率師取道青海到達西藏，擊敗策妄阿喇布坦部將策零敦多卜後，遂進入西藏。
清廷征服西藏後，下詔曰：「平逆將軍延信領滿洲、蒙古、綠旗各軍，經自古未辟之道，煙瘴惡溪，人跡罕見。身臨絕域，殲夷醜類，勇略可嘉！封輔國公。」尋代允禵行撫遠大將軍職務。
雍正帝继位后的康熙六十一年（1722年）十二月癸亥，延信被任命为西安將軍，仍署抚远大将军印务。雍正元年（1723年），侄兒揆惠因罪被奪去爵位，朝廷議以延信承襲。其後進位為貝子，再進位為貝勒。同年十二月，女儿受封为郡君，女婿阿克敦为多罗额驸。
雍正五年（1727年），雍正帝以延信與阿其那等結黨，又暗地結交允禵，偏袒年羹堯，入藏時侵吞公帑十萬兩，遂奪去其爵位，逮下由親王大臣按法處治。讞上延信黨援、欺罔、負恩、要結人心、貪婪亂政、失誤兵機等二十罪，按罪當斬。雍正帝下命幽禁延信，子孫降為紅帶子。